# Château du Trumly
Le château du Trumly est un château situé à Trooz, dans la province de Liège, au sein de la Région wallonne en Belgique.

## Localisation
Situé sur le « Thier du Trumly » qui domine la vallée de la Vesdre, le château est entouré d’un parc qui compte quelques arbres remarquables (chêne pédonculé, châtaignier, érable sycomore).
Le château se situe dans l'ancienne commune de Forêt (Forêt-Prayon-lez-Chaudefontaine), rattachée à Trooz lors de la fusion des communes de 1977.

## Histoire
Le château est à l'origine une ferme dont la partie la plus ancienne date de 1612. Elle est transformée à partir du XVIIe siècle avec « un quadrilatère en moellons de grès ». En 1898, son propriétaire, l'ingénieur Léon de Locht, le fait agrandir en ajoutant une aile et une tour carrée. Les travaux sont menés sous la responsabilité de l'architecte liégeois Henri Froment. Une chapelle a été construite à l'intérieur de la partie la plus ancienne du bâtiment.
Le château n'est pas raccordé à l'eau de ville mais alimenté à partir d’une eau de source et de ruissellement récoltée dans une cuve qui précède les deux étangs qui se trouvent en contrebas.